# 2020年乌克兰地方选举
2020年乌克兰地方选举是2020年10月25日在烏克蘭举行的一場地方選舉。 當天烏克蘭各地選民要選出新一屆區域议会、乡镇代表以及市长，因此大多数选民應填写四张选票。 2020年11月15日、22日和29日以及12月6日，由於没有候选人获得超过50%的选票，選民人數在75,000及以上的城市要举行第二轮市长选举。
由于俄羅斯聯邦併吞克里米亞以及顿巴斯战争的緣故，克里米亚自治共和国全境、顿涅茨克州和盧甘斯克州的部分地区没有举行选举。
根据乌克兰中央选举委员会公布的结果，人民公僕贏得的議會席位最多，共計17.59%。第二多的是全烏克蘭祖國聯盟（12.39%），第三多的是反对派平台－为了生活（11.75%）。对于未来、欧洲团结、我们的土地分列第四、第五、第六，分別佔11.42%，10.73%和5.13%。 此次選舉烏克蘭有661個城市的當選市长屬於無黨籍。 在其餘當選的733名市長中，人民公僕黨員佔30.74% ，對於未來黨員佔12.43% ，全烏克蘭祖國聯盟黨員佔7.24% ，反对派平台－为了生活黨員佔7.1%，我們土地黨員佔6.15%，欧洲团结黨員佔5.6%。 此次地方選舉（10月25日）投票率为 36.88%，低于2015年烏克蘭地方選舉的47%。 
弗拉基米尔·泽连斯基所在的人民公仆遇到一些挫折，与此同时，亲欧和亲俄政党取得了一定的進展。 在乌克兰的一些大城市市長選舉中，包括人民公仆在內的全國性政黨推出的候選人不敵地方政黨推出的候選人。 